# Ruteroides fradei
Ruteroides fradei är en skalbaggsart som beskrevs av Gomes Alves 1973. Ruteroides fradei ingår i släktet Ruteroides och familjen Cetoniidae. Inga underarter finns listade i Catalogue of Life.